# Исландский рыбак
«Исландский рыбак» (фр. Pêcheur d'Islande) — роман французского писателя Пьера Лоти, опубликованный в 1886 году. Считается одной из самых удачных работ писателя.
Действие происходит в Бретани, в городе Пемполь (Paimpol), а также на кораблях у берегов Исландии. Фоном служит жизнь «исландцев» — бретонских рыбаков, ежегодно уходящих в море за рыбой — и их семей: праздники зимы сменяются ожиданием и тревогой лета. Роман посвящён истории любви бретонки Год Мевель (Gaud Mével) к рыбаку Яну Гаосу (Yann Gaos). Она — относительно богатая наследница, часть жизни которой прошла в Париже — сначала отвержена Яном, бедным рыбаком, который живёт с родителями и зарабатывает на жизнь тем, что каждую весну отправляется на несколько месяцев к опасным берегам Исландии на ловлю трески.
Стиль Лоти воспринимался как сочетание французского натурализма (школа Эмиля Золя) и импрессионизма. По мнению Жюля Камбона, большим достоинством «Исландского рыбака» была поэтичность, которая «освободила французскую литературу от удушающего ига натуралистической школы». В то же время его герои — простые люди, занятые обычными повседневными делами, на фоне которых происходят встречи, расставания и любовные драмы. Импрессионизм в литературном стиле Лоти проявился в том, что пейзаж сделался доминирующей фигурой драмы.